# Rinya Nakamura
Rinya Nakamura (jap. 中村 倫也 Nakamura Rinya; ur. 23 marca 1995 w Saitamie) – japoński zapaśnik walczący w stylu wolnym i zawodnik mieszanych sztuk walki (MMA). Brązowy medalista Pucharu Świata z 2018 roku i mistrz świata U-23 z 2017 roku. Obecnie związany z Ultimate Fighting Championship (UFC).

## Życiorys
Rinya jest synem Kozo Nakamury, który był zaangażowany we wczesny rozwój Shooto w latach 90. Zaczął trenować zapasy w wieku pięciu lat, a jego pierwszym znaczącym osiągnięciem w zapasach w stylu dowolnym był brązowy medal na Mistrzostwach Świata Kadetów w 2011 roku. Jest wielokrotnym medalistą Japonii w dwóch różnych kategoriach wagowych. Jego największym osiągnięciem w karierze było mistrzostwo świata do lat 23 w 2017 r., gdzie został mistrzem w wadze 61 kilogramów. Po opóźnieniu Letnich Igrzysk Olimpijskich 2020 z powodu pandemii COVID-19 Nakamura ogłosił, że będzie kontynuował swoją karierę w mieszanych sztukach walki. Od 2023 roku walczy dla Ultimate Fighting Championship, najlepszej organizacji na świecie UFC.

## Lista zawodowych walk w MMA
| Wynik     | Bilans | Przeciwnik (bilans przed walką) | Rozstrzygnięcie                             | Runda | Czas | Rozgrywki                                       | Data       | Miejsce   | Uwagi                                                                             |
| --------- | ------ | ------------------------------- | ------------------------------------------- | ----- | ---- | ----------------------------------------------- | ---------- | --------- | --------------------------------------------------------------------------------- |
| Wygrana   | 10-1   | Nathan Fletcher (9-2)           | TKO (kopnięcie na korpus i ciosy pięściami) | 1     | 1:02 | UFC on ESPN: Taira vs. Park                     | 02.08.2025 | Las Vegas |                                                                                   |
| Przegrana | 9-1    | Muin Gafurov (19-6)             | Decyzja (jednogłośna)                       | 3     | 5:00 | UFC 311                                         | 18.01.2025 | Inglewood |                                                                                   |
| Wygrana   | 9-0    | Carlos Vera (11-3)              | Decyzja (jednogłośna)                       | 3     | 5:00 | UFC 298                                         | 17.02.2024 | Anaheim   |                                                                                   |
| Wygrana   | 8-0    | Fernie Garcia (10-3)            | Decyzja (jednogłośna)                       | 3     | 5:00 | UFC Fight Night: Holloway vs. The Korean Zombie | 26.08.2023 | Kallang   |                                                                                   |
| Wygrana   | 7-0    | Toshiomi Kazama (10-2)          | KO (cios pięścią)                           | 1     | 0:33 | UFC Fight Night: Lewis vs. Spivak               | 04.02.2023 | Las Vegas | Wygrał turniej Road to UFC w sezonie 1 w wadze koguciej. Bonus za występ wieczoru |
| Wygrana   | 6-0    | Shohei Nose (9-2-2)             | KO (ciosy pięściami)                        | 1     | 2:21 | Road to UFC Season 1: Episode 6                 | 23.10.2022 | Abu Zabi  | Road to UFC sezon 1 - Półfinał turnieju wagi koguciej.                            |
| Wygrana   | 5-0    | Gugun Gusman (8-3)              | Poddanie (americana)                        | 1     | 3:24 | Road to UFC Season 1: Episode 3                 | 10.06.2022 | Kallang   | Road to UFC sezon - Ćwierćfinał turnieju wagi koguciej.                           |
| Wygrana   | 4-0    | Aleandro Caetano (23-6-1)       | Decyzja (jednogłośna)                       | 3     | 5:00 | LDH Martial Arts: Pound Storm                   | 24.04.2022 | Tokio     |                                                                                   |
| Wygrana   | 3-0    | Yasuyuki Nojiri (5-1-2)         | TKO (ciosy pięściami)                       | 1     | 0:25 | Professional Shooto 2022 Vol. 1                 | 16.01.2022 | Tokio     |                                                                                   |
| Wygrana   | 2-0    | Akuri Ronda (5-4-1)             | KO (kopnięcie na głowę)                     | 2     | 0:20 | Professional Shooto 2021 Vol. 5                 | 25.07.2021 | Tokio     |                                                                                   |
| Wygrana   | 1-0    | Takumi Arai (1-1-1)             | KO (cios pięścią)                           | 1     | 0:42 | Fighting Dreamers                               | 15.05.2021 | Japonia   | Debiut w zawodowym MMA                                                            |